# Jean Étienne Bernard Clugny de Nuits
Pour les articles homonymes, voir Clugny.
Jean Étienne Bernard Ogier de Clugny, baron de Nuits, est un homme d'État français né à Sainte-Rose (Guadeloupe) le 20 novembre 1729 et mort à Paris le 18 octobre 1776.

## Biographie
Clugny de Nuits fut intendant des colonies à Saint-Domingue (1760-1764), puis intendant de la marine à Brest (1765-1770), intendant du Roussillon à Perpignan (1773-1774) et intendant de Guyenne à Bordeaux (1775-1776). La pendaison d'un jeune espion anglais, pendant son séjour à Brest et la réaction des jeunes officiers a perturbé la fin de sa mission. C'est Charles Claude de Ruis-Embito qui va lui succéder en décembre 1770.
Il montra dans ces dernières fonctions des capacités réelles, notamment à l'occasion d'épizooties. Mais ses mœurs privées étaient objet de scandale : il vivait, lit-on dans la correspondance du prince Xavier de Saxe, avec les trois sœurs Sentuary, dont on disait qu'elles étaient aussi ses maîtresses. En fait, il eut une liaison avec une seule d'entre elles, Mme Thilorier puis d'Eprémesnil à qui il consentit une pension de 20 000 livres.
Maurepas, qui l'estimait et avait déjà songé à lui pour remplacer l'abbé Terray, le fit nommer contrôleur général des finances le 21 mai 1776 en remplacement de Turgot. Cette nomination, qui visait également à plaire au parti choiseuliste, devint aussitôt le symbole de la remise en cause des réformes de Turgot et des idées des physiocrates. En réalité, Clugny de Nuits s'efforça de tenir une voie médiane, dans laquelle le poussaient d'ailleurs des membres importants de son administration comme Trudaine de Montigny ou Bouvard de Fourqueux, attachés aux principes de liberté économique.
Si Clugny de Nuits dut mettre entre parenthèses l'application des édits de Turgot supprimant les jurandes et les corvées, la déclaration royale du 11 août 1776 relative aux corvées et l’instruction adressée aux intendants le 6 septembre suivant donnèrent aux communautés la possibilité de confier les travaux d’entretien des routes à des entrepreneurs rétribués par une imposition additionnelle à la taille, ce qui revenait à maintenir le principe du remplacement de la corvée en nature par une imposition. Par ailleurs, l’édit du mois d’août 1776 rétablissant les six corps de marchands et quarante-quatre communautés d’arts, fut l'occasion de rationaliser cette organisation et de réaffirmer le principe de la liberté pour certains secteurs de l’économie.
En dehors de ces deux réformes, le ministère Clugny, qui ne dura même pas cinq mois, se préoccupa principalement de financer les préparatifs de la guerre d'indépendance des États-Unis, notamment par un emprunt de 15 millions auprès du département de la Marine, et à équilibrer le budget par la réouverture de l’ancien emprunt de Hollande que Terray n’avait pas réussi à placer et la création, le 30 juin 1776, de la Loterie royale de France, qui suscita de vives critiques, cet établissement étant accusé d'encourager des jeux immoraux et d'alimenter la cassette personnelle de Louis XVI.
En prenant ses fonctions, Clugny de Nuits avait affirmé qu'il ferait mentir l'adage selon lequel un contrôleur général ne mourait jamais à son poste. Installé à Paris avec ses sœurs, « il y mena une vie de débauche et de trafics » (Edgar Faure) qui dut contribuer à hâter sa fin. Il souffrait de la goutte et sa santé s'était altérée aux colonies. Il mourut subitement le 18 octobre 1776 à l'âge de 47 ans, laissant une réputation d'incapable. Les chansonniers affirmèrent que c'était le seul moyen qu'il eut trouvé de rester en place.
Louis XVI dira à son sujet après sa nomination : « Je crois que nous nous sommes encore trompés. » Aimar-Charles-Marie de Nicolaï (1747-1794), président de la chambre des comptes de Paris, lui accorda cet éloge funèbre lorsqu'il reçut son successeur : « une administration plus longue eût vu éclore l’homme d’État, mais arrêté au commencement de sa course, Mr de Clugny n’a pu que laisser entrevoir des talens et du zèle. Il a du moins assez vécu pour faire connaître, pour faire chérir l’aménité de sa personne, et pour mériter des amis ».